# Wiesdorf
Wiesdorf ist ein Stadtteil von Leverkusen. Der Stadtteil hat auf einer Fläche von 986 ha 18.363 Einwohner (31. Dezember 2023), die Bevölkerungsdichte beträgt 1862 Einwohner pro km².

## Lage
Wiesdorf grenzt im Osten an Manfort. Im Süden liegt der Chempark. Westlich grenzt Wiesdorf an den Rhein. Im Norden fließt von Ost nach West die Dhünn und liegt der Stadtteil Bürrig.

## Geschichte und Entwicklung
Während des Mittelalters, im Jahre 1107, wurde Wiesdorf als Wistubbe erstmals urkundlich erwähnt. Schon im Jahre 1190 hatte der Ort eine Pfarrkirche. Nahe am Rhein gelegen war Wiesdorf auch Belastungen durch den Fluss ausgesetzt. So veränderte der Rhein im Februar-Hochwasser im Jahre 1571 nicht nur seinen Lauf, sondern zerstörte auch Häuser und die katholische Kirche. Als im Jahre 1657 Wiesdorf erneut durch ein Rheinhochwasser zerstört wurde, erfolgte der Wiederaufbau des Ortes weiter östlich.

Ultramarinfabrik von Carl Leverkus

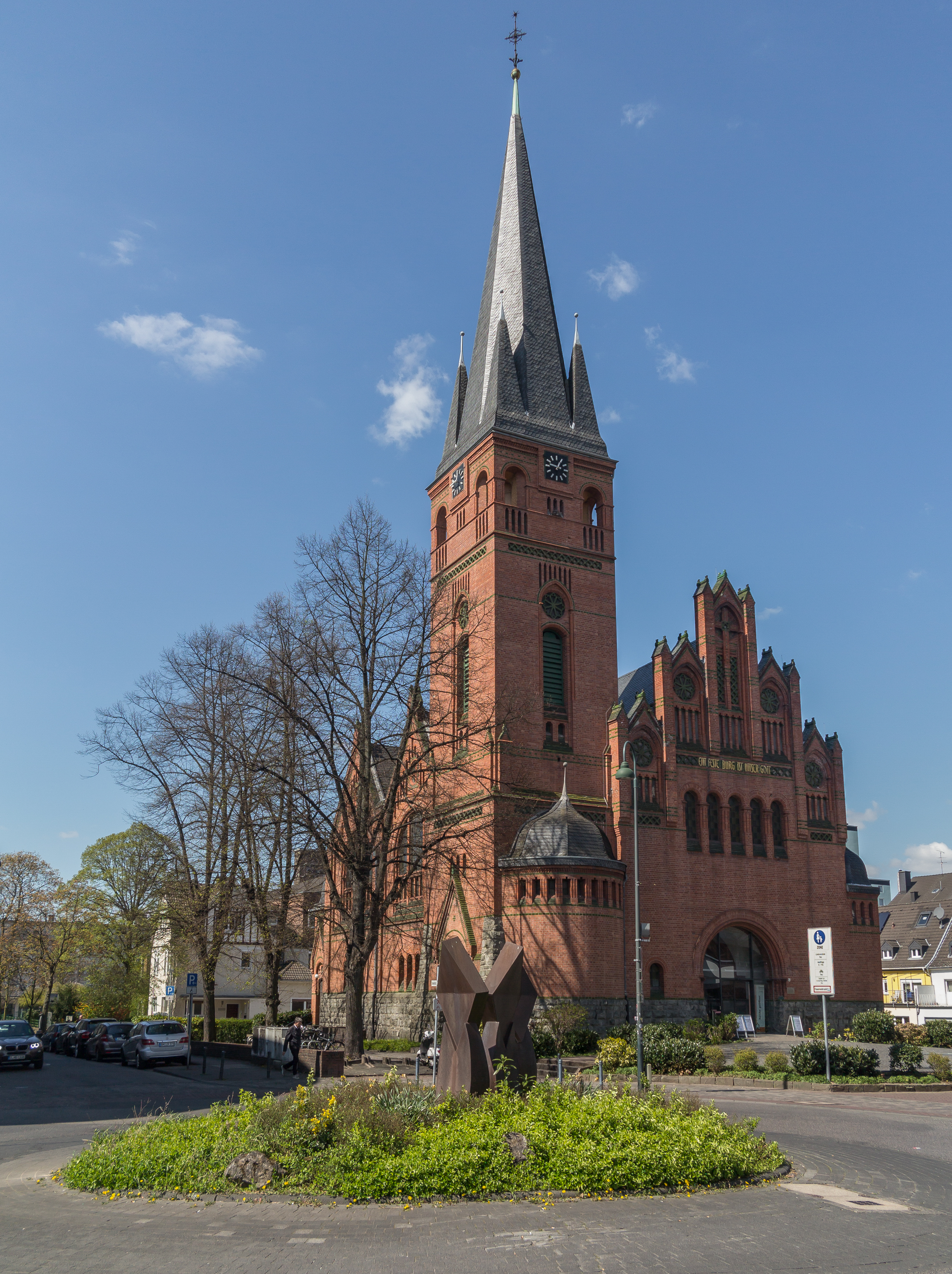
Wiesdorf, die Christuskirche

Im Jahre 1666 wurde die katholische Kirche St. Antonius gebaut. Politisch gehörte Wiesdorf seit dem Mittelalter zum Amt Miselohe im Herzogtum Berg. Von 1806 bis 1813 gehörte der Ort zum napoleonischen Großherzogtum Berg, es entstand die Mairie Schlebusch, zu der auch Wiesdorf gehörte. 1815 kam Wiesdorf an das Königreich Preußen und wurde ein Teil der Bürgermeisterei Schlebusch im Kreis Opladen im Regierungsbezirk Düsseldorf. 1820 wechselte Wiesdorf aus der Bürgermeisterei Schlebusch in die Bürgermeisterei Opladen. Im Jahr 1836 hatte Wiesdorf ungefähr 1000 Einwohner.
Mit dem Aufbau der Ultramarin-Farbenfabrik des Apothekers Carl Leverkus 1860 am Kahlen Berg bei Wiesdorf setzte die Industrialisierung auch in Wiesdorf ein. Leverkus benannte den Kahlen Berg nach seinem Stammsitz „Leverkusen“. Verwaltungstechnisch bedeutsam war der 31. August 1889, als die Bürgermeisterei Opladen-Land, zu der Bürrig und Wiesdorf gehörten, in Bürgermeisterei Küppersteg umbenannt wurde, die nun nicht mehr von Opladen aus verwaltet wurde, sondern einen eigenen Bürgermeister erhielt.
1890 war die Einwohnerzahl auf 2500 angestiegen. Im Jahr 1891 kauften die Farbenfabriken Bayer von Leverkus’ Söhnen das Werksgelände bei Wiesdorf. Am 15. August 1893 wurde das erste Rathaus in Küppersteg bezogen. 1906 erfolgte die Weihung der evangelischen Christus-Kirche. Schließlich konnte am 15. März 1910 das neue Rathaus der Bürgermeisterei Küppersteg in Wiesdorf bezogen werden. 1912 verlegte die Bayer AG ihren Firmensitz an den Rhein bei Wiesdorf. Am 1. April 1920 schlossen sich die Gemeinden Bürrig und Wiesdorf zu einer Bürgermeisterei unter dem gemeinsamen Namen Wiesdorf zusammen. Die neue Gemeinde hatte nun 26.671 Einwohner. Am 12. Februar 1921 wurden Wiesdorf die Stadtrechte verliehen. 1925 wurde die I.G. Farben gegründet, zu der auch das Bayerwerk gehörte.
Am 1. April 1930 erfolgte die Gründung der Stadt Leverkusen mit 42.619 Einwohnern durch Zusammenschluss der Gemeinden Schlebusch, Steinbüchel, Rheindorf und der Stadt Wiesdorf. Der Name Leverkusen wurde dabei nach dem Apotheker Carl Leverkus gewählt, der die Stadt entscheidend geprägt hatte, als er seine Ultramarin-Farbenfabriken nahe Wiesdorf verlegt und der Gegend den Namen Leverkusen gegeben hatte.
Im Jahre 1945 nahmen die Amerikaner Leverkusen nach dem Zweiten Weltkrieg ein.
Seit dem 1. April 1955 ist Leverkusen eine kreisfreie Stadt mit 78.623 Einwohnern. Am 17. November 1963 wurde Leverkusen mit 100.000 Einwohnern Großstadt. Im Jahre 1969 erfolgte die Einweihung des ersten Abschnitts der neuen Innenstadt einschließlich des Forums. Das alte Rathaus wurde am 25. Oktober 1971 abgerissen. Mit der kommunalen Neugliederung am 1. Januar 1975 wurden Opladen, Bergisch Neukirchen und Hitdorf zu Leverkusen eingemeindet. Die Stadt Leverkusen hatte nunmehr ca. 170.000 Einwohner. Gleichzeitig wechselte Leverkusen vom Regierungsbezirk Düsseldorf in den Regierungsbezirk Köln.

## Neues Stadtzentrum

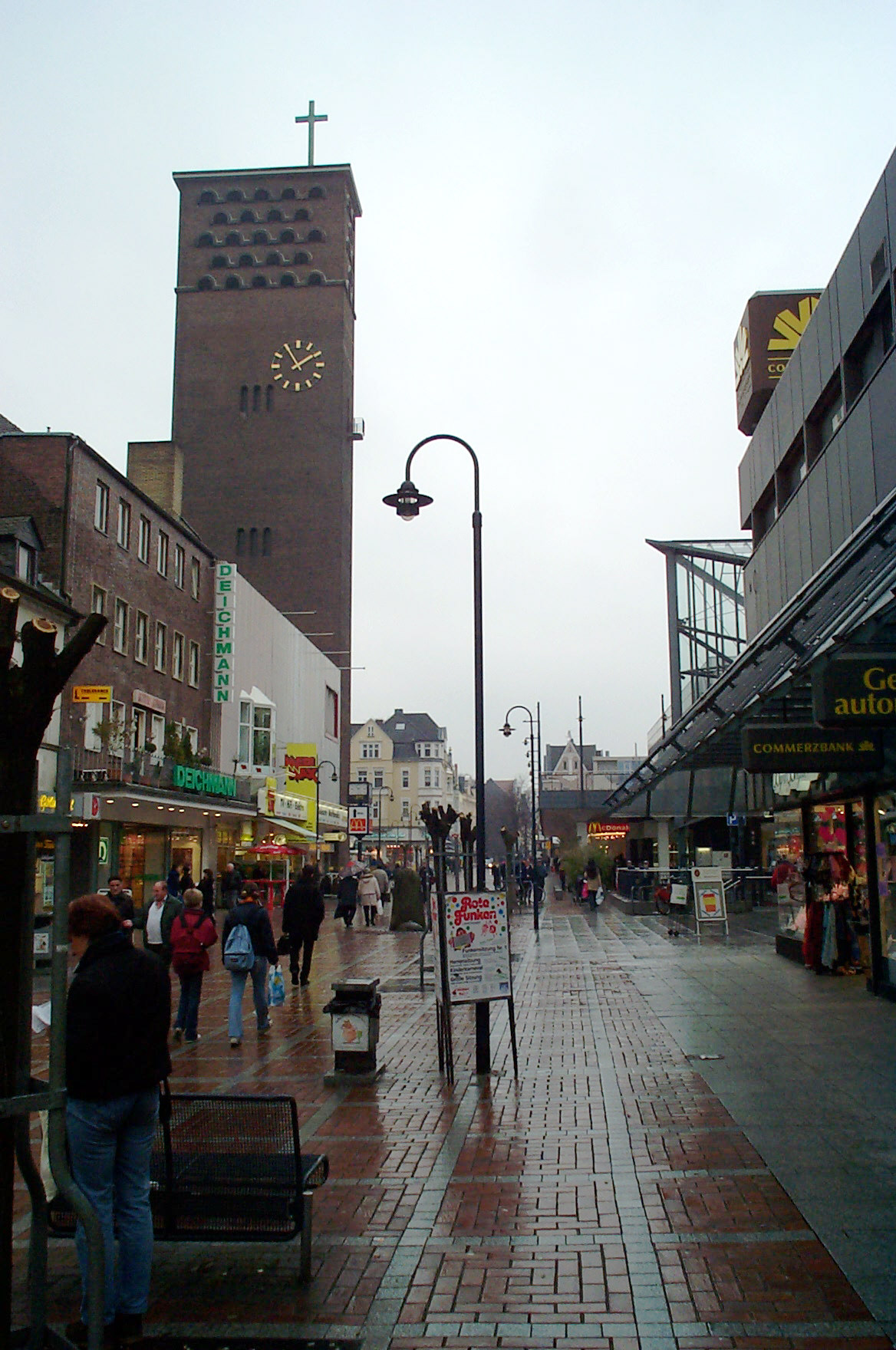
Fußgängerzone in Wiesdorf vor der letzten Modernisierung

Am 24. Februar 2010 ist in der Fußgängerzone die neue Rathaus-Galerie eröffnet worden. Das Einkaufszentrum, das auch das angemietete repräsentative Rathaus (Oberbürgermeisterbüro, Ratssaal) der Stadt Leverkusen in einer Rotunde beherbergt, bietet unterhalb dieser über 120 Fachgeschäfte, sowie den Eingang zur integrierten Stadtbibliothek. Für die Rathaus-Galerie sind auf diesem Gebiet ab Oktober 2007 das ehemalige grüne 5-stöckige Vorgänger-Rathaus von 1977 (das Brandschutzmängel besaß), das Stadthaus und das Bayer-Kaufhaus von 1897 abgerissen worden.

## Kultur und Freizeit
In Wiesdorf gibt es drei Fußgängerzonen sowie ein Forum. Weitere kulturelle Einrichtungen sind die Bürgerhalle Wiesdorf, das topos, das Erholungshaus und Kinopolis. Im Neuland-Park, auch „LaGa“ (früheres Landesgartenschaugelände) genannt, gibt es z. B. Minigolf, einen Wasserspielplatz und Klettergeräte.

### Sport

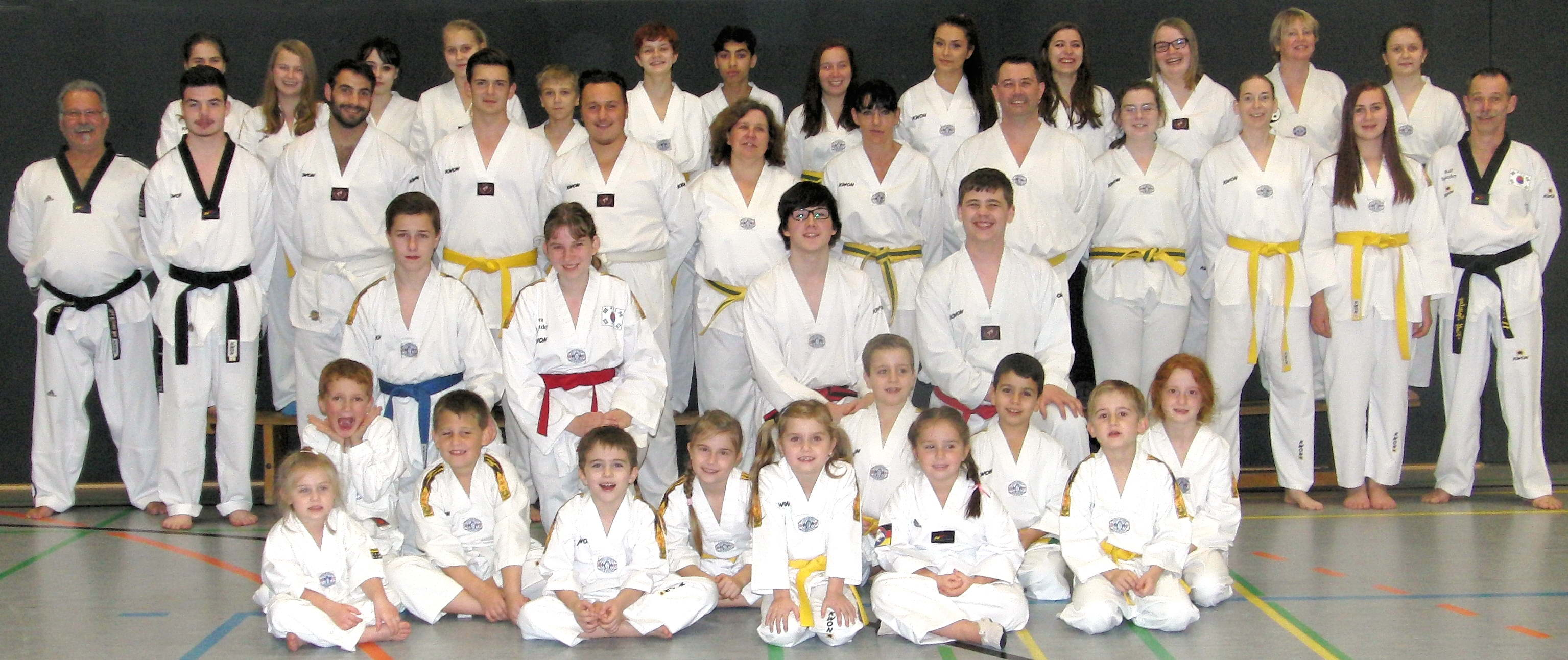

Der Verein Taekwondo Budoverein Wiesdorf e. V. bietet Taekwondo mit einem breiten Selbstverteidigungstraining an. Der Verein TSV Bayer 04 Leverkusen hat seine Wurzeln im ehemaligen Wiesdorfer Ortsteil Leverkusen, dessen Namen später die Stadt annahm, deren wichtigstes Zentrum heute das Stadtteil Wiesdorf bildet. Die ehemalige Spielstätte der Bayer-04-Fußballer und -Handballer – das Stadion am Stadtpark – lag im heutigen Wiesdorf.

### Sehenswürdigkeiten

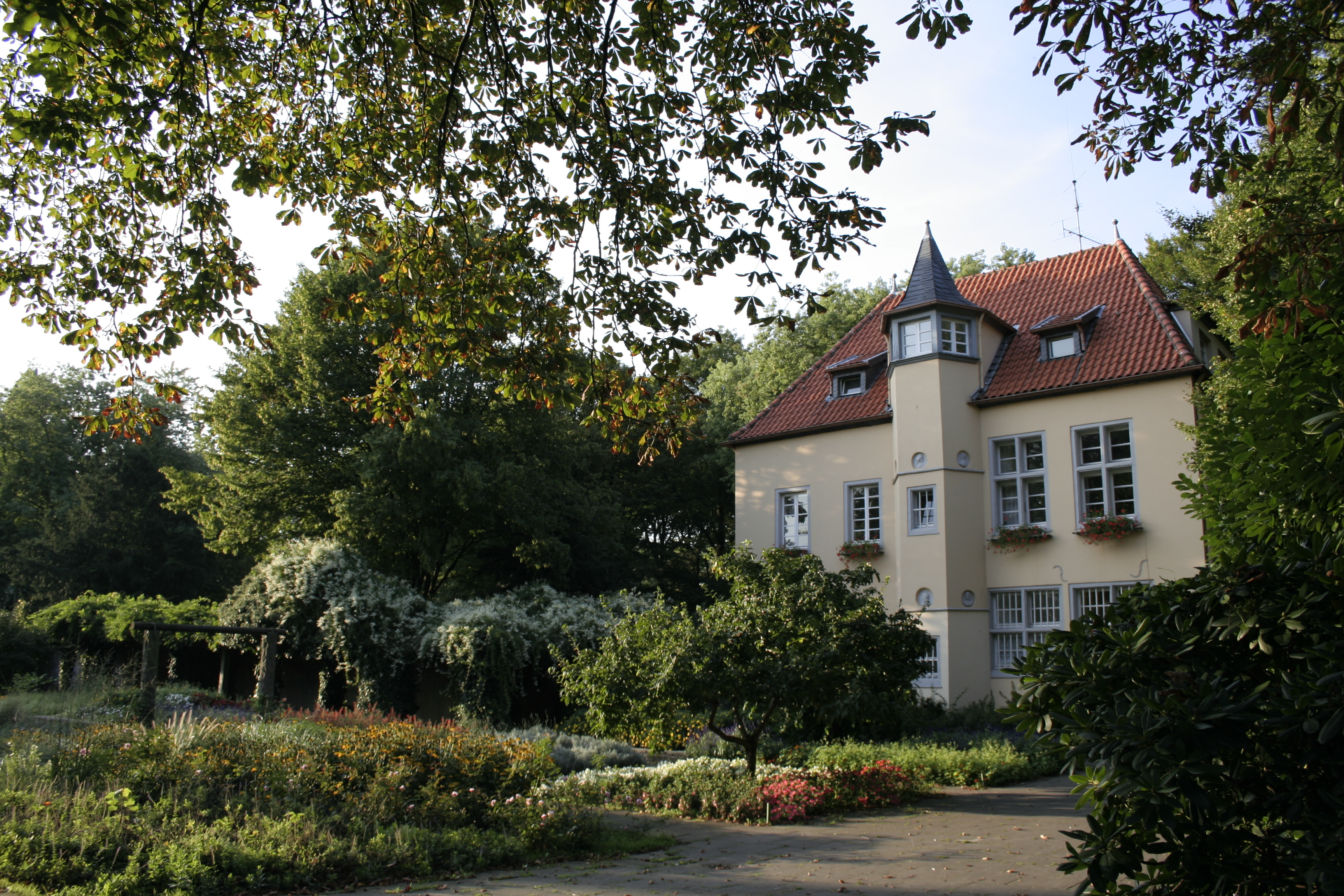
Doktorsburg heute

Sehenswert ist die Doktorsburg, ein 1682 erbauter ehemaliger Gutshof. Das Bauwerk war einst eine Wasserburg. Sie ist benannt nach dem akademischen Grad von Dr. Jakob von Omphal, der das Grundstück im Jahr 1540 erwarb. Vorher war es auch im Besitz von Abraham Schaaffhausen. In den 1930er-Jahren sollte die Doktorsburg in ein Heimatmuseum umgewandelt werden. Die bereits begonnenen Arbeiten mussten jedoch durch einen Erlass des Reichs- und Preußischen Ministers für Wissenschaft, Erziehung und Volksbildung abgebrochen werden.
Das Kolonie-Museum befindet sich in einem der denkmalgeschützten Häuser der ehemaligen Bayer-Werkssiedlungen. Es ist mit Originalmöbeln und -gegenständen aus den 1920er und -30er Jahren eingerichtet und zeigt das Alltagsleben der Fabrikangestellten und ihrer Familien in dieser Zeit.
Eine weitere Sehenswürdigkeit Wiesdorfs ist der Japanische Garten, der allerdings bereits auf dem Gebiet der Stadt Köln liegt. Er wurde im Jahr 1913 angelegt und von Carl Duisberg nach einer Weltreise bedeutend erweitert. 1960 wurde der Garten 200 Meter weiter nördlich an seinen heutigen Ort verlegt. Er hat eine Fläche von etwa 15.000 Quadratmetern.

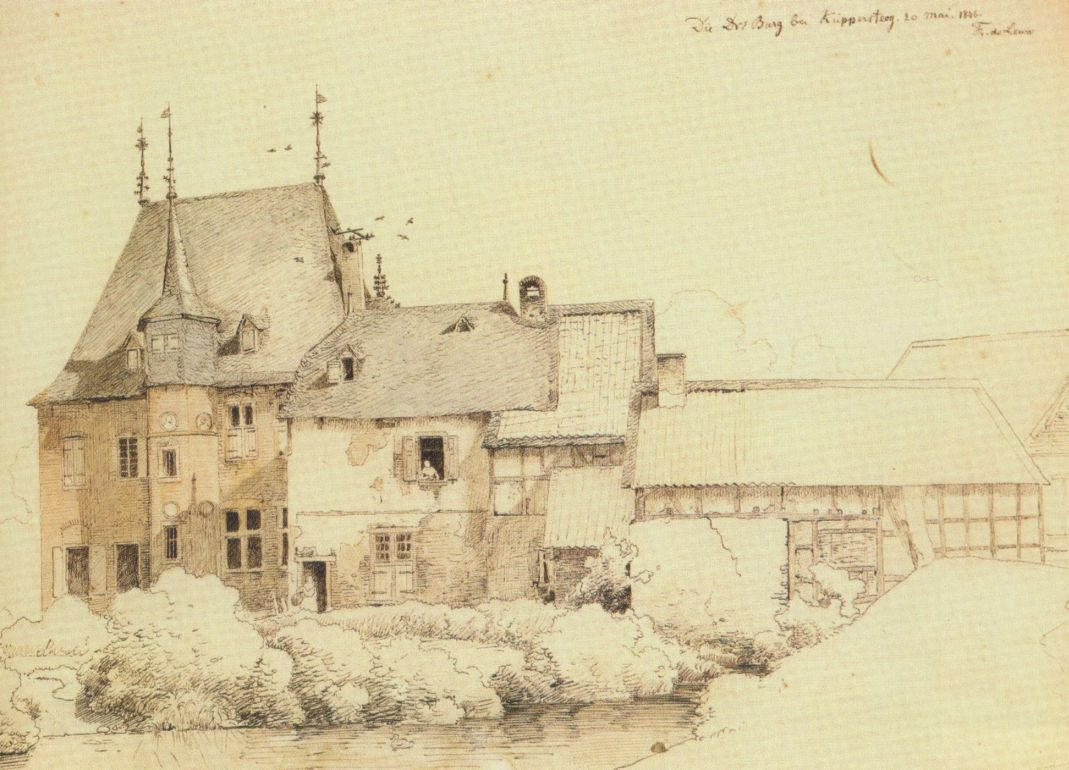
Doktorsburg 1846

Die katholische Kirche St. Antonius enthält Glasmalereien von Paul Weigmann (1974).

## Infrastruktur und Einrichtungen
- Rathaus-Galerie
- Stadtbibliothek
- St. Josef-Krankenhaus
- OT Jugendhaus Hindenburgbunker
- Kontakttreff Streetwork
- Neuland-Park am Rhein (das Gebiet einer von 1923 bis 1965 genutzten Deponie der Bayer AG wurde zur Landesgartenschau 2005 als Park neu präsentiert)
- Kläranlage und Entsorgungszentrum der Currenta

### Bildung
- Studienzentrum der Fernuniversität Hagen
- Katholische Kindertagesstätte
- Rotes-Kreuz-Kindergarten Erholungshauspark
- Städtischer Kindergarten
- Gemeinschaftsgrundschule Dönhoffstraße
- Katholische Grundschule Dönhoffstraße
- Realschule Am Stadtpark
- Lise-Meitner-Gymnasium
- Städtisches Berufskolleg für Wirtschaft und Verwaltung
- Berufsbildungswerk Leverkusen der IHK zu Köln e. V.
- Geschwister-Scholl-Schule – Städtisches Berufskolleg für Technik, Hauswirtschaft und Sozialpädagogik
- Musikschule
- Volkshochschule

### Verkehr
- Bahnhof Leverkusen Mitte an der Strecke Köln–Duisburg[10]
- S-Bahnhof Leverkusen Chempark[11] (liegt offiziell auf Kölner Stadtgebiet); mit seiner Inbetriebnahme 1991 wurde die einen Kilometer entfernte Station Leverkusen-Wiesdorf geschlossen.
- Omnibusbahnhof

### Weiteres
Die 1955 errichtete Kirche St. Maria Friedenskönigin wurde 2006 entwidmet.

## Söhne und Töchter
- Wilhelm Heinrich Breidenbach (1833–1923), Landwirt und Politiker, Bürgermeister
- Josef Brüning (1877–1956), Maler, Zeichner, erster Fotograf Wiesdorfs, eröffnete 1907 an der Schießbergstraße 74 ein „Photographisches Atelier“
- Karl Stodieck (1883–1964), Architekt
- Wilhelm Fucks (1902–1990), Physiker, Hochschullehrer und -rektor
- Hanns Rheindorf (1902–1982), Bildhauer und Goldschmied
- Klara Stoffels (1904–1944), Zeugin Jehovas, in Plötzensee hingerichtet
- Ferdinand Oertel (1927–2024), Journalist und Publizist
- Georg Esser (1928–2020), Maler und Grafiker
- Roland Kollmann (1935–2014), römisch-katholischer Theologe